# Římskokatolická církev ve Východním Timoru

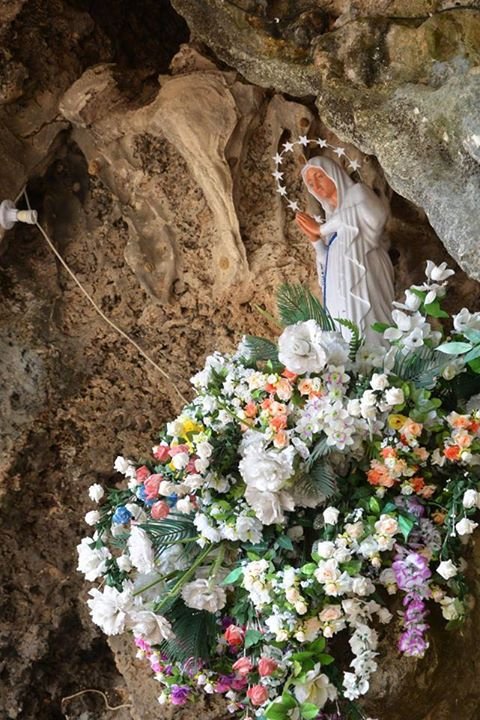
Maria v Fatumaca, Východním Timor

Římskokatolická církev ve Východním Timoru je křesťanské společenství. Hlásí se k ní asi 90 % obyvatel státu. Je v jednotě s papežem.

## Struktura
Východní Timor má 3 diecéze, které tvoří církevní provincii Dili.
- Arcidiecéze Dili (zal. 1940, povýšena 2019) – současný biskup Virgílio do Carmo da Silva
  - Diecéze Baucau (zal. 1996) – současný biskup Basílio do Nascimento
  - Diecéze Maliana (zal. 2010) – současný biskup Norberto Do Amaral

Timor má svou biskupskou konferenci, která byla založena roku 2012. Současným předsedou je Basílio do Nascimento.

### Apoštolská nunciatura
Apoštolská nunciatura byla založena roku 2003 papežem Janem Pavlem II.

### Apoštolští nunciové
- Renzo Fratini – Titulární arcibiskup Botriany (2003–2004)
- Malcolm Ranjith – Titulární arcibiskup Umbriatica (2004–2005)
- Leopoldo Girelli – Titulární arcibiskup Capri (2006–2013)
- Joseph Salvador Marino – Titulární arcibiskup Natchitochesu (od 2013)